# О̀
О̀ (О̀ о̀; cursiva: О̀ о̀) es una letra del alfabeto cirílico. En todas sus formas es un homoglifo de la letra latina Ò (Ò o Ò ò ).

## Códigos de computación
Al ser una letra relativamente reciente, que no está presente en ninguna codificación cirílica heredada de los 8 bits, la letra О́ tampoco está representada directamente por un carácter precompuesto en Unicode; sino que para ello, tiene que ser compuesta como О + ◌̀ (U+0300).
| Carácter      | О                         | О                         | о                       | о                       | ̀                       | ̀                       |
| ------------- | ------------------------- | ------------------------- | ----------------------- | ----------------------- | ---------------------- | ---------------------- |
| Unicode       | CYRILLIC CAPITAL LETTER O | CYRILLIC CAPITAL LETTER O | CYRILLIC SMALL LETTER O | CYRILLIC SMALL LETTER O | COMBINING GRAVE ACCENT | COMBINING GRAVE ACCENT |
| Codificación  | decimal                   | hex                       | decimal                 | hex                     | decimal                | hex                    |
| Unicode       | 1054                      | U+041E                    | 1086                    | U+043E                  | 768                    | U+0300                 |
| UTF-8         | 208 158                   | D0 9E                     | 208 190                 | D0 BE                   | 204 128                | CC 80                  |
| Ref. numérica | &#1054;                   | &#x41E;                   | &#1086;                 | &#x43E;                 | &#768;                 | &#x300;                |

## Usos
⟨О̀⟩ es principalmente usada en las lenguas eslavas meridionales, siendo más importante en el búlgaro en donde es usada para diferenciar homofonos.
Las palabras que usan estas clases de letras son utilizadas en su mayor parte en búlgaro, al igual que el acento. Porque este acento existió antiguamente en todos los dialectos búlgaros, y se lo llama acento dinámico. Sus características son casi iguales que las del acento de otras lenguas eslavas del sureste, es decir:  es variable, cambiante, indefinido; aun así, sus leyes y sus causas innatas aún no son explicadas: òглав, òдръки, òткраки.